# Chung Jae-won
Chung Jae-won (ur. 21 czerwca 2001) – południowokoreański panczenista, wicemistrz olimpijski z 2018.

## Wyniki
- igrzyska olimpijskie
  - Pjongczang 2018:
    - bieg masowy – 8. miejsce
    - bieg drużynowy – 2. miejsce